# Tony Woollard
Tony Woollard, geboren als Anthony Wollard (* 3. September 1932 in Bexleyheath bei London, heute London Borough of Bexley) ist ein britischer Filmarchitekt.

## Leben und Werk
Woollard hatte seine künstlerische Ausbildung an Londons Heatherley School of Fine Art erhalten, ehe er 1954 zum Film stieß. Unter der Anleitung von Vincent Korda beteiligte er sich als Zeichner an Großproduktionen wie Lockende Tiefe (The Deep Blue Sea, 1954) und Sturm über dem Nil (Storm Over the Nile, 1955). Später avancierte Woollard zum einfachen Architekten und überwachte die Fertigstellung der Bauten zu den Filmen The Pure Hell of St. Trinians (1960), Spiel mit dem Schicksal (Term of Trial, 1961) und Das Glück in seinen Armen (Stolen Hours, 1962).
1964 holte ihn der Regisseur John Boorman als Chefarchitekten zu seinem Regiedebüt Fangt uns, wenn ihr könnt. Bis zu Beginn der 1970er Jahre entwarf Woollard die Kulissen zu einer Reihe von recht unterschiedlichen Produktionen, danach arbeitete er rund ein Jahrzehnt lang für den Werbefilm. Erst zu Beginn der 1980er Jahre kehrte Tony Woollard zur Tätigkeit eines Szenenbildners zurück. Daneben gewann die Arbeit für das (US-amerikanische) Fernsehen mehr und mehr Bedeutung. So entwarf Woollard unter anderem die Bauten zu drei Charlton-Heston-Filmen (A Man for all Seasons, Die Schatzinsel [Treasure Island], Crucible for Blood). Seit Mitte der 1990er Jahre gelangen ihm einige beachtliche Entwürfe zu gepflegten A-Kinoproduktionen, darunter mehrere Literaturadaptionen, aus den Händen der Regisseure Roland Joffé, Neil Jordan und Stephen Frears.
Ein anderer Tony Woollard arbeitete als Filmeditor.

## Filmografie
- 1962: Spiel mit dem Schicksal (Term of Trial)
- 1965: Fangt uns, wenn ihr könnt! (Catch Us if You Can)
- 1964: Judith
- 1965: Hier war ich glücklich (I Was Happy Here)
- 1965: Georgy Girl
- 1966: Junge Dornen (To Sir With Love)
- 1966: Der Fremde im Haus (Stranger in the House)
- 1967: Der Haftbefehl (Nobody Runs Forever)
- 1967: Zwischenspiel (Interlude)
- 1968: Lock Up Your Daughters
- 1969: Leo, der Letzte (Leo the Last)
- 1970: Secrets
- 1971: England Made Me
- 1972: Sir Gawain und der grüne Ritter (Gawain and the Green Knight)
- 1981: Schwarzarbeit (Moonlighting)
- 1981: Pirate Movie (The Pirate Movie)
- 1984: Dejavu
- 1985: Gunbus (Sky Bandits)
- 1994: Abenteuer mit dem Zauberteppich (The Phoenix and the Magic Carpet)
- 1994: Der scharlachrote Buchstabe
- 1997: Der Mann mit der eisernen Maske
- 1999: Das Ende einer Affäre
- 2000: 102 Dalmatiner
- 2001: In Deep (TV-Serie)
- 2003: Gladiatress
- 2004: Lady Henderson präsentiert
- 2007: My Zinc Bed (TV)